# Romain Cannone
Romain Cannone (* 12. April 1997 in Boulogne-Billancourt) ist ein französischer Degenfechter, der bei den Olympischen Spielen 2020 in Tokio die Goldmedaille im Herreneinzel gewinnen konnte.

## Leben und Erfolge
Cannone wurde in Frankreich geboren, zog aber mit seiner Familie früh nach Brasilien und anschließend in die Vereinigten Staaten, wo seine Eltern in New York City einen Laden für Macarons betrieben. Dort begann er im Alter von neun Jahren mit dem Fechten. Auf das Degenfechten spezialisierte er sich erst im Jahr 2016. Er entschloss sich, nach Frankreich zurückzukehren und trainierte ab 2017 an der Sportfördereinrichtung INSEP.
Für die Olympischen Spiele in Tokio qualifizierte er sich als Mitglied des französischen Teams. Er wurde erst in das Team berufen, nachdem Daniel Jérent aufgrund eines positiven Dopingtestes nicht an den Spielen teilnehmen durfte. Seine größten Erfolge waren zuvor ein siebter Platz bei einem Weltcup in Vancouver und die französische Vizemeisterschaft 2019.  Der Gewinn der Goldmedaille bei den Olympischen Spielen, die coronabedingt ein Jahr verspätet im Jahr 2021 stattfanden, kam daher überraschend. Mit der französischen Mannschaft belegte er Platz fünf. 2022 sicherte er sich in Antalya mit der Mannschaft bei den Europameisterschaften die Bronzemedaille. Im selben Jahr wurde er Doppelweltmeister bei den Weltmeisterschaften in Kairo, die er sowohl im Einzel als auch mit der Mannschaft zusammen mit Alexandre Bardenet, Yannick Borel und Alex Fava gewann. Im folgenden Jahr gewann er bei den Weltmeisterschaften 2023 in Mailand Bronze im Einzel und Silber mit der Mannschaft.